# Гочбейли
Гочбейли (азерб. Qoçbəyli), до 1992 года — Кочбек или Гочбек  (азерб. Qoçbek) — село в Гадрутском посёлковом административно-территориальном округе Ходжавендского района Азербайджана.

## Этимология
Старое название села Кочбек (азерб. Qoçbek), также могло произноситься и записываться как Кешбек, Кочпек, Кошбеклу, Кочбеклу.
Согласно Энциклопедическому словарю топонимов Азербайджана, Гочбек — имя человека, основавшего поселение. Согласно этому словарю, ойконим состоит из частей «Гочбей» (азерб. Qoçbəy — личное имя) и «-ли» (азерб. -li — аффикс, обозначающий принадлежность) и означает «село, принадлежащее Гочбею».
Согласно Решению Милли Меджлиса Азербайджанской Республики от 29 декабря 1992 года № 428, село Гочбек Ходжавендского района было названо селом Гочбейли.

## География
Посёлок Гадрут и сёла Чинарлы, Дагдёшю, Эдиша, Гырмызыгая, Гочбейли, Тагасер входят в состав Гадрутского посёлкового административно-территориального округа Ходжавендского района, при этом посёлок Гадрут является центром этого посёлкового административно-территориального округа. Село расположено в юго-восточной части Азербайджана, на восточном склоне горы Аревсар, в 3,64 км от посёлка Гадрут, в 48,42 км от районного центра — города Ходжавенд, в 69,46 км от города Ханкенди.
Село нагорное, имеет площадь 1031,99 га, из них 797,5 га сельскохозяйственные, 185,15 га лесные угодья.

## История
Основания села Гочбейли датируется XV—XIX веком. Гочбейли был основан тремя богатыми семьями, выходцами из Хаченского меликства в 1739—1740 годах.
Само расположение села менялось 1-2, современное село было основано в 1960-1969-е годы, когда жители села Ин Кочбек (азерб. İn Qoçbek — «Старый Кочбек»), расположенного двумя километрами севернее, переселились на низменную равнину, по причине, что на горах, где располагалось прошлое село, было неудобно заниматься земледелием.
Об основании села Ин Кочбек исторических данных нет. Согласно преданию сельчан, переходившему из поколения в поколение, несколько семей Кочбека переехали сюда из Джраберда[уточнить].

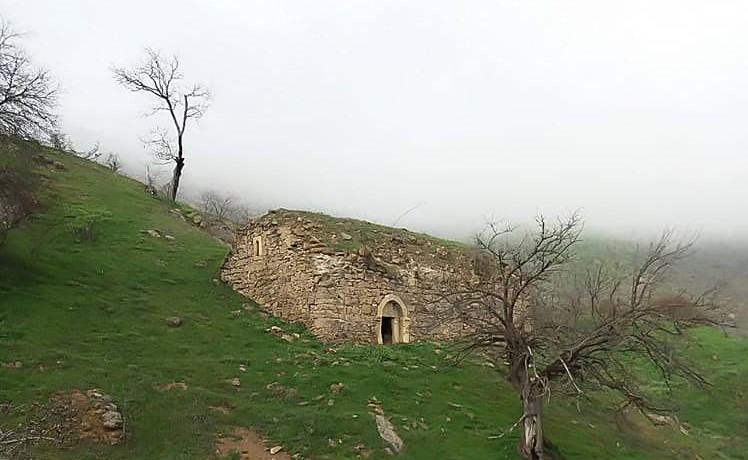
Церковь с. Гочбейли с юго-запада, 2018, фото. Г. Будагян

Епископ Армянской Апостольской церкви Макар Бархударянц, посетивший эти места в 1890-е годы пишет о селе Гочбейли:
«Жители коренные, есть церковь Св. Вознесения, дымов 25, душ — 135. Священник из Гадрута».
До вхождения в составе Российской империи село Кешбек было в составе Дизакского магала Карабахского ханства.
В советский период село называлось Кочбек и входило в состав Гадрутского посёлкового Совета Гадрутского района Нагорно-Карабахской автономной области (НКАО) в составе Азербайджанской ССР.
2 сентября 1991 года на совместной сессии Нагорно-Карабахского областного и Шаумяновского районного Советов народных депутатов была принята Декларация о провозглашении Нагорно-Карабахской Республики в границах Нагорно-Карабахской автономной области (НКАО) и сопредельного Шаумяновского района Азербайджанской ССР.
26 ноября 1991 года Верховный Совет Азербайджанский Республики принял Закон "Об упразднении Нагорно-Карабахской автономной области Азербайджанской Республики". В этом Законе помимо упразднения Нагорно-Карабахской Автономной Области (НКАО), было постановлено в том числе также и переименование Мартунинского района в Ходжаведский, упразднение Гадрутского района и присоединение территории Гадрутского района в состав Ходжавендского района. Согласно Решению Милли Меджлиса Азербайджанской Республики от 29 декабря 1992 года № 428, село Гочбек Ходжавендского района было названо селом Гочбейли. В настоящее время это село Гочбейли и входит в состав Гадрутского посёлкового административно-территориального округа Ходжавендского района Азербайджана.
В результате Карабахского конфликта село в начале 1990-х годов попало под контроль непризнанной Нагорно-Карабахской Республики (НКР). В 1998 году село властями непризнанной НКР было переименовано в Айгестан (арм. Այգեստան), что с армянского языка переводится как «край садов», «виноград» — такое же название имеет и село Айгестан в Араратской области Армении, а также такое же название власти непризнанной НКР дали в начале 1990-х годов и селу Баллыджа Ходжалинского района Азербайджана. Таким образом, согласно административно-территориальному делению непризнанной республики село Гочбейли называлось Айгестан (арм. Այգեստան) и входило в состав Гадрутского района НКР.
9 октября 2020 года, во время Второй Карабахской войны, Азербайджан восстановил контроль над селом Гочбейли.

## Памятники истории и культуры

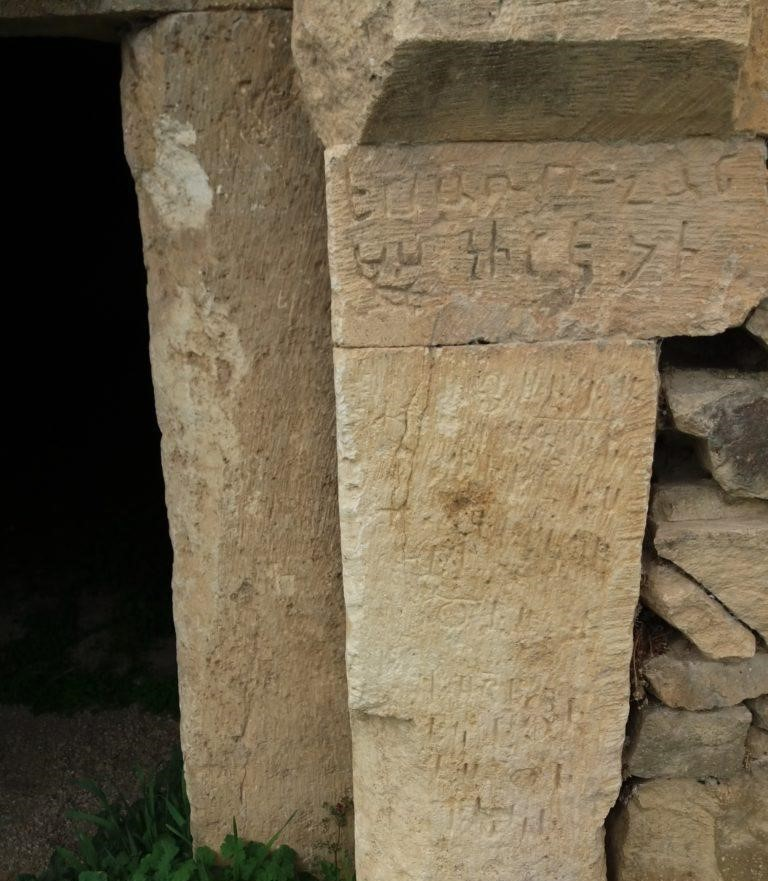
Камни с армянскими надписями, с. Гочбейли, 2018, фото Г. Будагян

Объекты исторического наследия в селе и его окрестностях включают Свято-Воскресенскую церковь (арм. Սուրբ Հարություն եկեղեցի, romanized: «Surb Harutyun Yekeghetsi»), согласно сохранившейся на тимпане надписи, построенную в 1741 году, и мечеть Гочбейли (азерб. Qoçbəyli məscidi).

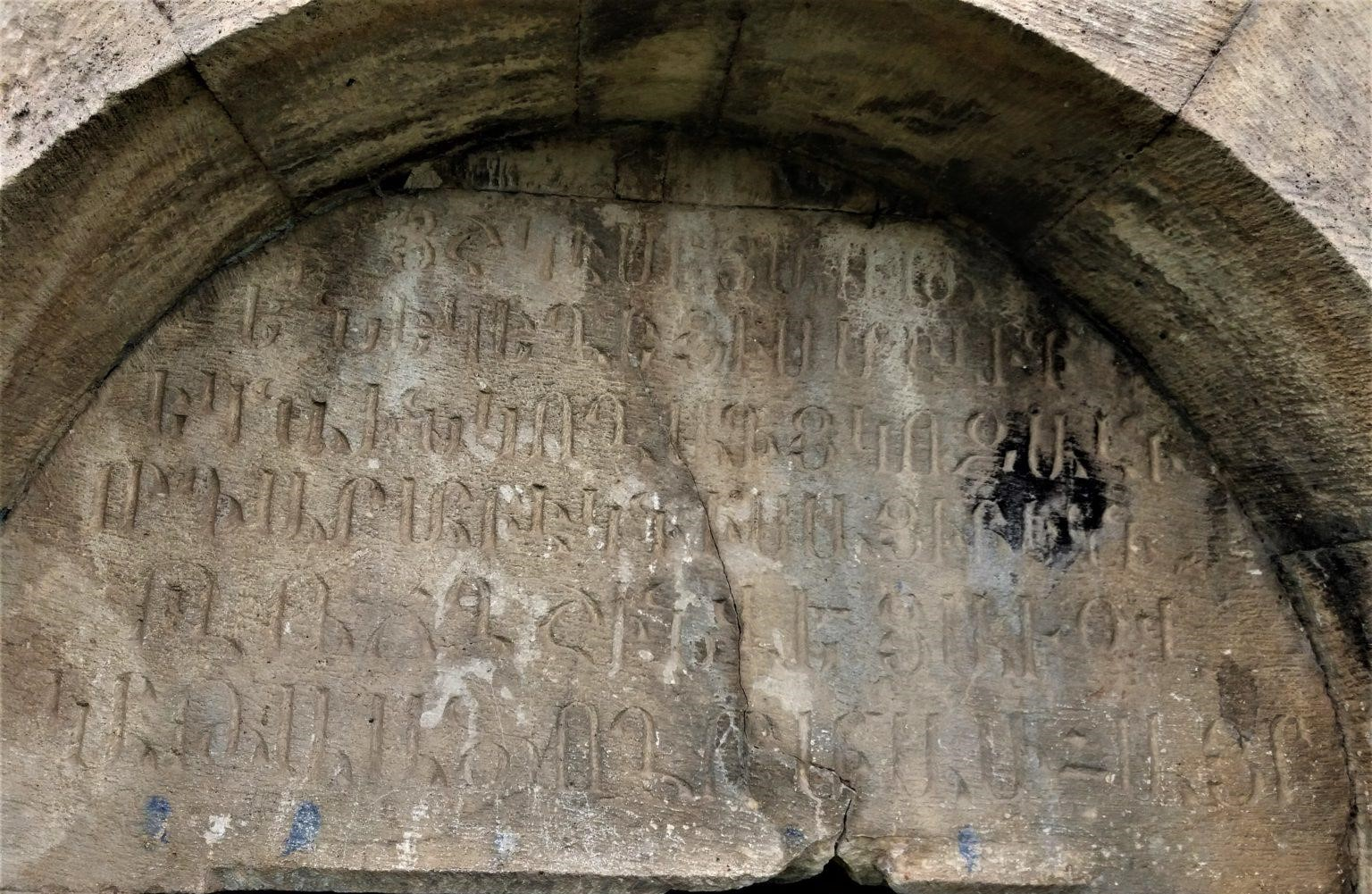
Тимпан с армянской надписью над входом в церковь, с. Гочбейли 2011, фото Г. Будагян

На тимпане сохранилась строительная надпись:
«Эта Церковь Сурб Арутян в память о супруге Мелика Екана Козали, для сына Арамбека, Исаибека в год 1741 построена. Кто прочтёт, пусть скажет „Боже помилуй, Отче“». По словам местных жителей, церковь построил Исай-бей, сын Мелика Егана.
Здесь речь идёт о жене Мелика Егана Гёзаль ханум, на Карабахском диалекте имена записывались через букву «К», так Еган стал «Екан», а Гёзаль — «Козаль».
Тесаные камни у входа также носят надписи. К югу от церкви простирается старое кладбище, бо́льшая часть надгробных камней на нём сохранились.

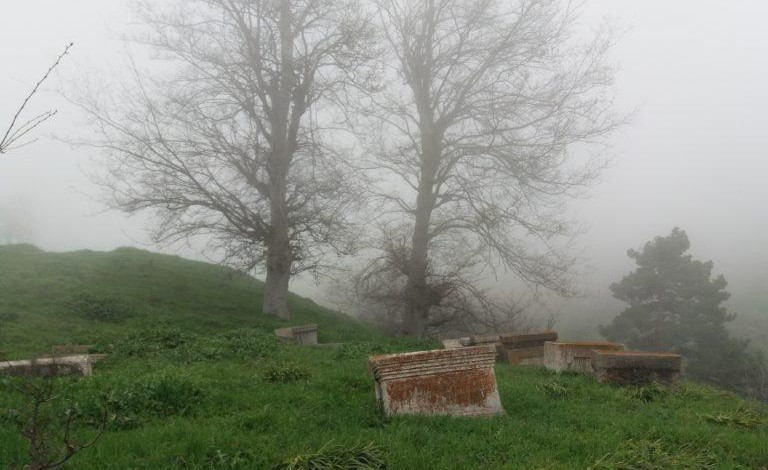
Старое кладбище, с. Гочбейли, 2011, фото Г. Будагян

В советские годы церковь Сурб Арутян использовалась как склад, благодаря чему она сохранилась в относительно хорошем состоянии. Во время военных действий в Карабахе не пострадала. О состоянии памятника в послевоенный период информация отсутствует.
В селе функционировали восьмилетняя школа, клуб, библиотека, медицинский пункт и 2 магазина.

## Население
Население села смешанное, большинство населения на 1989 были армяне, меньше азербайджанцы.
В селе проживало 294 жителей в 2005 году. Население села Гочбейли на 2015 год составляло 316 человек, 73 двора.
| Год       | 2005 | 2008 | 2009 | 2010 | 2015 |
| --------- | ---- | ---- | ---- | ---- | ---- |
| Население | 294  | 304  | 305  | 328  | 316  |